# Карма (селище от градски тип)
Карма (на беларуски: Карма) е селище от градски тип (от 1938 г.), административен център на Кармянски район, Гомелска област, Беларус.
Населението му през 2017 година е 7 583 души.

## География

### Разположение
Карма е разположено на брега на река Сож. Намира се на 110 километра от Гомел.

### Климат
Климатът в Карма е умереноконтинентален. Средните годишни валежи са около 700 mm. През лятото е топло, но не горещо. Средната дневна температура през юли е +18,5 °C. Зимата е мека, с чести затопляния, средната температура през януари е -4.5 °C. През последните години е налице ясна тенденция към повишаване на температурата през зимата.

## Население
| 2006      | 2016 | 2017 |
| --------- | ---- | ---- |
| 6,2 хиляд | 7610 | 7583 |